# Dreamlin
Dreamlin é um coletivo de música eletrônica da Belarus.
A banda Dreamlin, originária de Minsk, iniciou a sua actividade quando Dzianis Karabkov se encontrou com Egor Kunovsky. Em 2000 eles se reuniram como Dreamlin. 
Em 2002 começaram a se apresentar diante do público. A banda preferiu misturar instrumentos eletrônicos e ao vivo.
Até 2004 Egor faz a maior parte dos shows junto com o multi-instrumentista Andrey Karpovich, e Dzianis prefere trabalhar em estúdio.
O primeiro álbum, " The Color Of The City ", foi lançado em 2004.

## Ligações
- Site oficial